# Claudius angustatus
Claudius angustatus је гмизавац из реда Testudines.

## Угроженост
Ова врста је на нижем степену опасности од изумирања, и сматра се скоро угроженим таксоном.

## Распрострањење
Ареал врсте је ограничен на мањи број држава. 
Врста је присутна у следећим државама: Мексико, Гватемала и Белизе.

## Станиште
Станиште врсте су слатководна подручја.